# Associació d'Amics del Poble Sahrauí de les Illes Balears
L'Associació d'Amics del Poble Sahrauí de les Illes Balears és una organització de les Illes Balears creada el 1987 que té per objectius l’ajuda i l’assistència als refugiats sahrauís a Algèria i la lluita contra les causes del desastre humanitari que suposa aquest èxode.

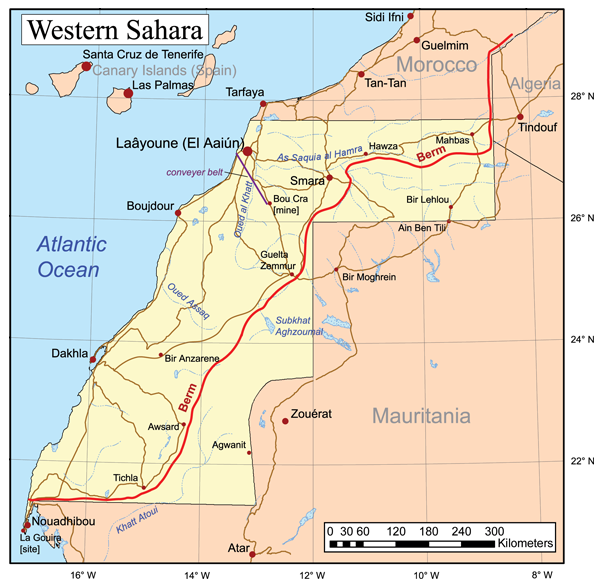
Un mur (representat per la línia vermella) separa la regió controlada pel Front Polisario (a la dreta) i pel Marroc (a l'esquerra).

L’any 1976 començaren a organitzar-se associacions d’amics del poble sahrauí a tot l’estat espanyol després que Espanya abandonà l’antiga colònia del Sàhara Occidental i la lliurà el 1975 a Mauritània i al Marroc. El 1987, un grup de mallorquins, sensibilitzats amb la causa dels refugiats sahrauís a Algèria, decidiren anar als camps de refugiats de la província de Tindouf i constatar sobre el terreny la situació dels que havien aconseguit arribar a la regió desèrtica anomenada la Hamada. Es programaren dos viatges coordinats amb el Front Polisario i es visitaren internats, centres de formació de dones, hospitals. El 17 de maig de 1987, es constituí l’Associació d’Amics del Poble Sahrauí de les Illes Balears. Els seus objectius són la difusió, la sensibilització, la cooperació i la denúncia política, fins que els sahrauís aconsegueixin un referèndum lliure i democràtic per a conquerir la independència i fins a aconseguir el retorn dels refugiats i la constitució definitiva de la República Àrab Democràtica Sahrauí (RASD), en el territori de l'antic Sàhara Occidental.

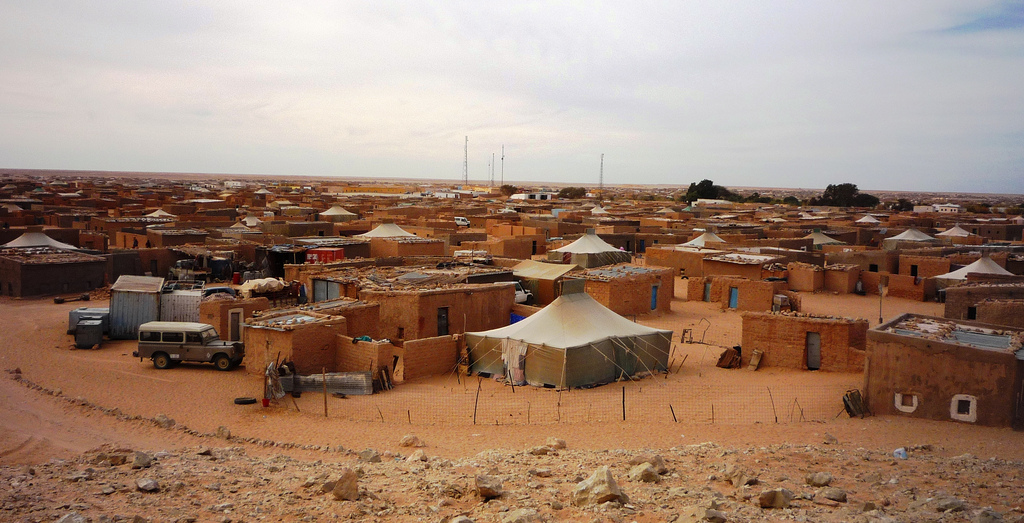
Camp de refugiats a Tindouf.

El funcionament d'aquesta associació és assembleari amb una presidència com a cap visible i una Junta directiva amb distintes vocalies que coordinen tots els aspectes de l’activitat associativa. També hi ha personal tècnic, necessari davant el caràcter tècnic dels projectes i la burocratització de les ajudes institucionals. Delegacions del Front Polisario visiten periòdicament i des del primer moment les Institucions insulars autonòmiques. En especial, cal destacar la visita l’any 1998 del president de la RASD, Mohamed Abdelaziz (1947-2016), al qual se li donà l’adient tractament de Cap d’Estat i fou rebut per representants de totes les Institucions del més alt nivell.

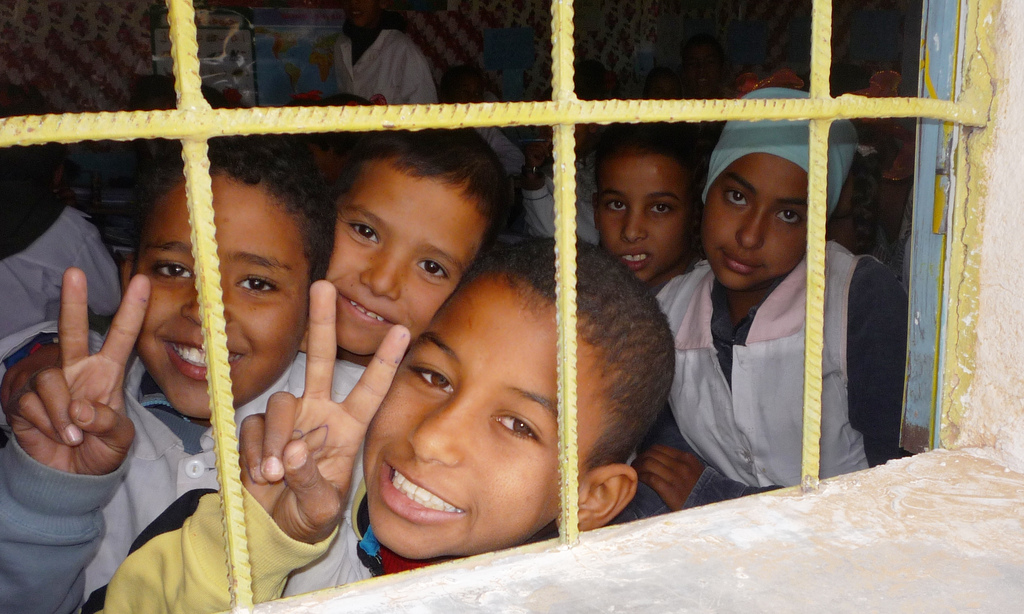
Nins sahrauís.

L'any 1987 l’Associació portà a Mallorca els primers 15 nins sahrauís. D’aleshores ençà i tots els estius, s'organitzen expedicions, actualment amb uns 100-150 nins per expedició que, des del 1997, s'allotgen en famílies. Vacances en pau és una de les accions considerades estrella entre totes les associacions de les diverses comunitats autònomes. És una acció solidària que es considera imprescindible, no sols per a treure els nins de l’autèntic infern que és a l’estiu la Hamada del desert algerià, sinó també per poder-los fer revisions mèdiques i donar-los l’ajut nutricional tan necessari i dels que estan mancats en els campaments. La solidaritat i a la vegada la difusió de la causa, constitueixen els objectius bàsics d’aquest projecte. També s'han fet projectes sanitaris als campaments i enviament de material (vehicles tot terreny, autobusos...).
L'associació fou declarada pel govern de l'Estat d'utilitat pública el 2015 i fou guardonada amb els premis: Medalla d'Or del Consell de Mallorca (2009), Premi Isabel Coll de les Joventuts Socialistes (2015), Premi Popular de la COPE (2015) i Premi Emili Darder d'Esquerra Unida (2016), Premi Bartomeu Oliver dels premis 31 de Desembre de l'Obra Cultural Balear (2020) i Premi Ramon Llull del Govern Balear (2023).